# Reventón de neumático

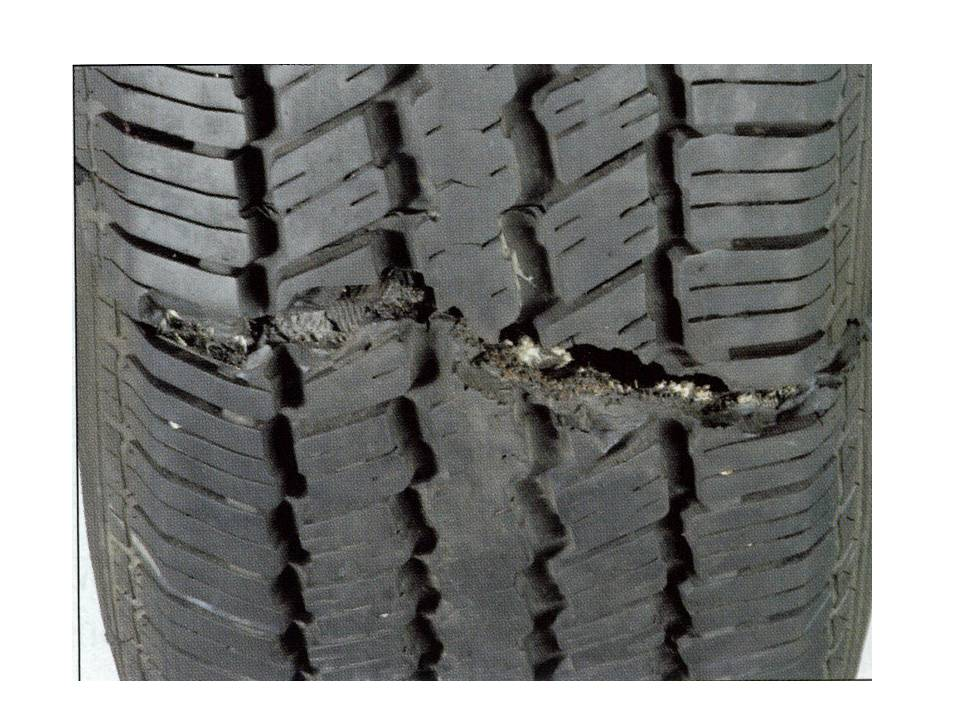
Neumático de automóvil dañado por un reventón.

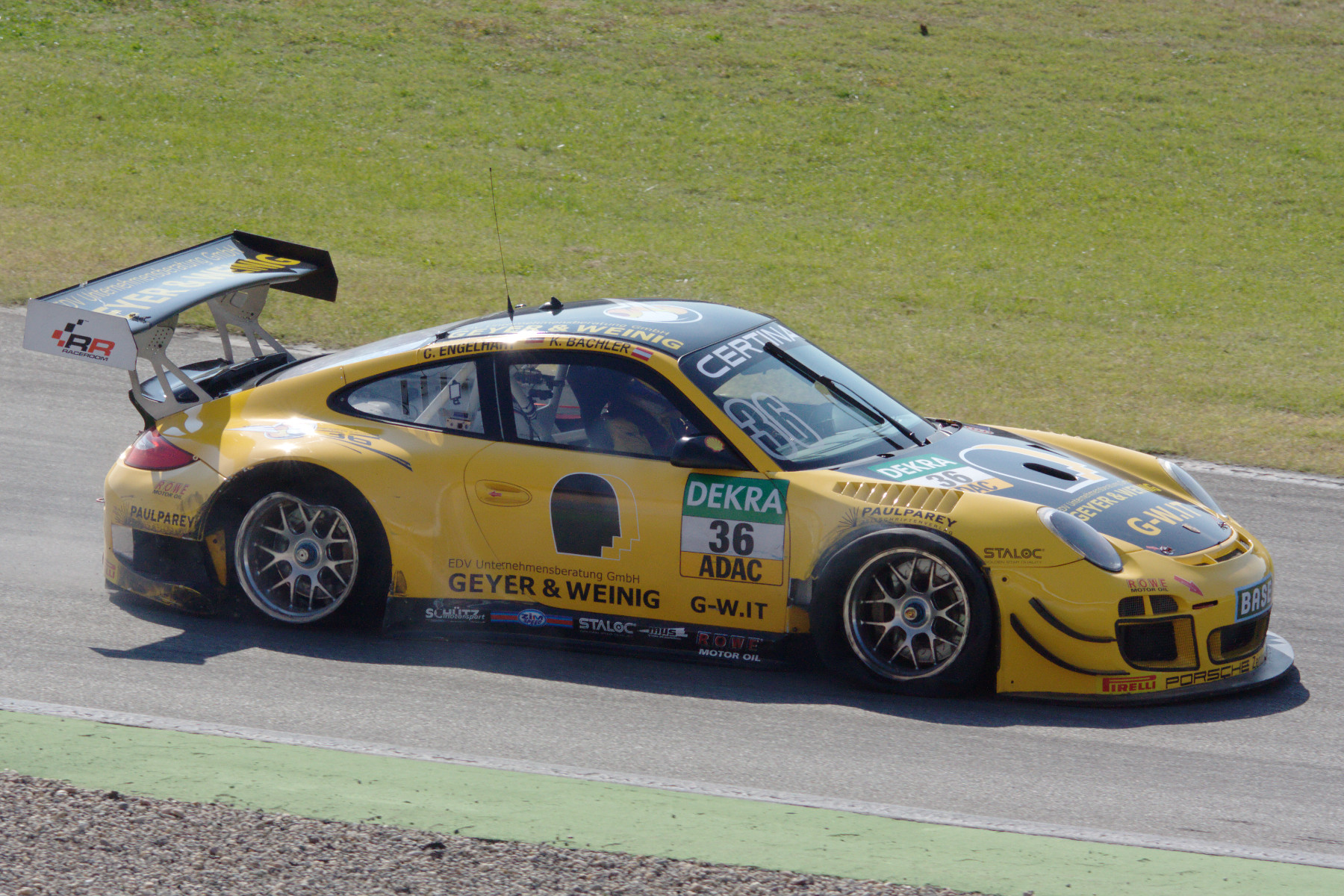
Coche de competición con los neumáticos derechos reventados.

Un reventón de neumático o pinchazo de neumático se produce al sufrir una pérdida rápida y explosiva de presión de inflado del neumático.
La causa principal de un reventón es un corte o desgarro de los componentes estructurales del neumático hasta el punto en que la estructura es incapaz de contener el aire comprimido en su interior, y el aire que se escapa contribuye a desgarrar aún más la estructura del neumático. En los neumáticos desgastados o con cierto desgaste por las inclemencias del tiempo, se pueden ocultar grietas en la banda de rodadura del neumático que pueden derivar en un reventón, aunque visualmente el neumático no parezca dañado.
Los reventones de neumáticos han sido una preocupación desde los albores de la era del automóvil. Los neumáticos para automóviles de primera generación sufrían frecuentes problemas hasta que mejoraron los materiales y la tecnología de los mismos.
Del mismo modo, el reventón de neumáticos, especialmente a altas velocidades, es una de las principales causas de accidentes por pérdida de control dentro del vehículo. Los accidentes van desde derrapes y trompos sin control hasta vuelcos o incluso una colisión frontal.